# ضمان اجتماعي

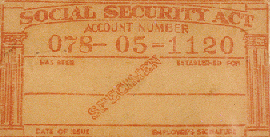
بطاقة الضمان الاجتماعي الأمريكية الترويجية موزعة كبطاقة نموذج في محافظ وزعتها شركة إف دبليو ولوورث كومباني

الضمان الاجتماعي يشير إلى برامج عمل الحكومة التي تهدف إلى تعزيز رفاهية السكان من خلال اتخاذ تدابير مساعدة تضمن الحصول على ما يكفي من الموارد للغذاء والمأوى ومن أجل تحسين الصحة ورفاهية السكان في قطاعات كبيرة ومحتمل أن تكون ضعيفة مثل الأطفال وكبار السن والمرضى والعاطلين عن العمل. وغالبًا ما تُسمى الخدمات التي تقدم الضمان الاجتماعي بـالخدمات الاجتماعية.
نصت المادة 22 من الإعلان العالمي لحقوق الإنسان أن «كل شخص، باعتباره عضوًا في المجتمع، له الحق في الضمان الاجتماعي وله الحق في أن يتم توفيره له، من خلال الجهد القومي والتعاون الدولي وبما يتفق مع التنظيم والموارد في كل دولة، من الحقوق الاقتصادية والاجتماعية والثقافية التي لا غنى عنها من أجل كرامته والتنمية الحرة لشخصيته». وبمعنى أبسط، يعني ذلك أن الموقعين يوافقون على أن المجتمع الذي يعيش فيه أحد الأشخاص ينبغي أن يساعده في تنمية شخصيته وتحقيق الاستفادة القصوى من جميع المزايا (الثقافة والعمل والرعاية الاجتماعية) التي تقدم له في البلاد.
قد يشير مصطلح الضمان الاجتماعي إلى:
- التأمين الاجتماعي، حيث يحصل الناس على منافع أو خدمات تقديرًا لمساهماتهم في برنامج التأمين. وعادة ما تشمل هذه الخدمات توفير رواتب التقاعد والتأمين ضد العجز واستحقاقات الناجين وتعويضات البطالة.
- الخدمات التي تقدمها الحكومة أو الهيئات المعينة المسؤولة عن توفير الضمان الاجتماعي. وقد يشمل ذلك، في بلدان مختلفة، الرعاية الطبية والدعم المالي خلال البطالة والمرض أو التقاعد والصحة والسلامة في العمل وجوانب العمل الاجتماعي وحتى العلاقات الصناعية.
- الأمن الأساسي بغض النظر عن المشاركة في برامج تأمين محددة حيث قد تكون الأهلية مشكلة من ناحية أخرى. وللحصول على مساعدة فورية تُعطى للاجئين الذين وصلوا حديثًا للحصول على الضروريات الأساسية مثل الغذاء والملابس والمسكن والتعليم والمال والرعاية الطبية.

تختلف المصطلحات في هذا المجال في الولايات المتحدة إلى حد ما عن بقية دول العالم الناطقة باللغة الإنجليزية. ويُعد المصطلح العام الذي يطلق على إحدى برامج العمل لدعم رفاهية السكان في الولايات المتحدة هو برنامج الرعاية ويعد المصطلح العام لجميع هذه البرامج ببساطة مصطلح الرعاية. وفي المجتمع الأمريكي، يمكن القول بأن مصطلح الرعاية له دلالات سلبية. ويشير مصطلح الضمان الاجتماعي في الولايات المتحدة إلى برنامج تأمين اجتماعي محدد للمتقاعدين والمعاقين.

## معلومات تاريخية
في الإمبراطورية الرومانية، قام الإمبراطور تراجان بتوسيع الرعاية الاجتماعية لمساعدة الفقراء. وقد تلقى برنامج تراجان إشادة من العديدين، من بينهم بلينيوس الأصغر.
وفي التقاليد اليهودية، تعد الصدقة (تمثلها الكلمة العبرية tzedakah) مسألة التزام ديني بدلاً من التبرع. ويتم التعامل مع الصدقة حاليًا باعتبارها ضريبة مقدسة أو عشر الفقراء، وكذلك الممارسات المقدسة مثل السماح للفقراء بجمع المحصول المتبقي في جوانب الحقل والحصاد خلال شميتا (عام شميتا). وتعد الصدقة التطوعية والصلاة والتوبة، من الأشياء التي تدعم التخفيف من عواقب الأفعال السيئة، وذلك في الثقافة اليهودية.

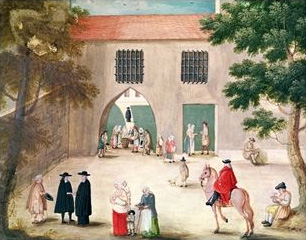
توزيع الصدقات على الفقراء، دير بور رويال الشانزليزيه من عام 1710

دعمت أسرة سونغ الحاكمة (من عام 1000 م) أشكالاً متعددة من برامج المساعدة الاجتماعية، تشمل إنشاء دور للمسنين وعيادات عامة ومقابر للفقراء 
ووفقًا لروبرت هنري نيلسون، كانت الكنيسة الرومانية الكاثوليكية في العصور الوسطى تعمل بنظام الرعاية الاجتماعية الشاملة البعيدة المدى من أجل الفقراء..."
وقد وضعت مفاهيم الرعاية الاجتماعية ورواتب التقاعد موضع التنفيذ في أوائل الشريعة الإسلامية للـخلافة الإسلامية كشكل من أشكال الزكاة (الصدقة)، وهي أحد أركان الإسلام الخمسة، منذ عهد الخليفة الراشد عمر بن الخطاب في القرن السابع. وكانت الضرائب (تشمل الزكاة والجزية)، التي يتم جمعها في خزينة الحكومة الإسلامية، تستخدم في توفير الدخل للمحتاجين، بما فيهم الفقراء والمسنون والأيتام والأرامل والمعاقون. ووفقًا للفقيه الإسلامي أبو حامد الغزالي (الغزالي، 1058-1111)، كانت يتوقع أيضًا من الحكومة تخزين إمدادات الطعام في كل منطقة في حال وقوع كارثة أو مجاعة. (انظر بيت المال لمزيد من المعلومات.)
هناك بيانات إحصائية قليلة نسبيًا عن المدفوعات التحويلية قبل العصور الوسطى المتوسطة. وفي فترة العصور الوسطى وحتى الثورة الصناعية، كانت وظيفة مدفوعات الرعاية الاجتماعية في أوروبا تتحقق بشكل أساسي من خلال دفع الأموال للفقراء بشكل شخصي أو بـالصدقة. وفي هذه الأزمنة المبكرة، كانت هناك مجموعة أكبر بكثير تم اعتبارها من ضمن الفقراء مقارنة بالقرن الحادي والعشرين.
وقد شملت برامج الرعاية الاجتماعية في أوقات مبكرة في أوروبا قانون الفقراء الإنجليزي لعام 1601، والذي أعطى الأبرشيات مسؤولية توفير مساعدات الإغاثة من الفقر للفقراء. وقد تم تعديل هذا النظام بشكل كبير من خلال قانون الفقراء الإنكليزي لسنة 1834، الذي أدخل نظام ملاجئ الفقراء.
كان في الغالب في أواخر القرن التاسع عشر وأوائل القرن العشرين أن نظام تنظيم توفير الرعاية الاجتماعية في الدولة تم تقديمه في العديد من البلدان. حيث قدم أوتو فون بسمارك، مستشار ألمانيا، واحدًا من نظم الرعاية الأولى للطبقات العاملة عام 1883. وفي بريطانيا العظمى قدمت الحكومة الليبرالية التي كان يرأسها هنري كامبل بانرمان وديفيد لويد جورج نظام التأمين الوطني عام 1911, وهو النظام الذي تم توسيعه فيما بعد بواسطة كليمنت أتلي. ولم يكن للولايات المتحدة نظام رعاية اجتماعية منظم حتى الكساد الكبير، عندما تم إدخال نظام تدابير الإغاثة في حالات الطوارئ في عهد الرئيس فرانكلين روزفلت. وبالإضافة إلى ذلك، ركز برنامج نيو ديل في الغالب على برنامج توفير العمل وتحفيز الاقتصاد من خلال الإنفاق الحكومي على المشروعات بدلاً من الدفع نقدًا.

## المحافظة على الدخل
يتم تطبيق هذه السياسة عادة من خلال عدة برامج مختلفة تم تصميمها لإمداد السكان بالدخل في الأوقات التي يكونون غير قادرين على رعاية أنفسهم بها. تعتمد المحافظة على الدخل على مزيج من خمسة أنواع رئيسية من البرنامج:
- التأمين الاجتماعي، تم شرحه أعلاه
- الفوائد بعد استطلاع الموارد المالية. هذه مساعدة مالية مقدمة لأولئك الذين هم غير قادرين على تغطية الاحتياجات الأساسية مثل الغذاء والكساء والمسكن، وذلك بسبب الفقر أو قلة الدخل بسبب البطالة أو المرض أو العجز أو رعاية الأطفال. وبينما تكون المساعدة غالبًا في شكل مدفوعات مالية، إلا أن أولئك المستحقين للرعاية الاجتماعية يمكنهم عادة الحصول على خدمات الصحة والتعليم مجانًا. ويكون مقدار الدعم كافيًا لتغطية الاحتياجات الأساسية وغالبًا ما تخضع الأهلية لتقييم شامل ومعقد للحالة الاجتماعية والمالية لمقدم الطلب. انظر أيضًا، دعم الدخل.
- الفوائد غير القائمة على المساعدات. تمتلك العديد من البلدان برامج خاصة، تُدار دون شروط للمساهمات وبدون أي استطلاع للموارد المالية، وذلك للمحتاجين بفئات معينة - على سبيل المثال، المحاربون القدماء في القوات المسلحة وذوو الإعاقة والطاعنون في السن.
- الفوائد التقديرية. تعتمد بعض البرامج على تقدير المسؤول، مثل الاختصاصي الاجتماعي.
- الفوائد الشاملة أو الفئوية، تعرف أيضًا باسم المنحة. هذه فوائد غير قائمة على المساهمات المقدمة لقطاعات كاملة من السكان دون استطلاع الموارد المالية أو الحاجة، مثل المخصصات العائلية أو رواتب التقاعد العامة في نيوزيلندا (المعروفة باسم تقاعد نيوزيلندا). انظر أيضًا، توزيعات الصندوق الدائم بألاسكا.

## الحماية الاجتماعية
راجع: حماية اجتماعية
يشير مصطلح الحماية الاجتماعية إلى تقديم مجموعة من المزايا المتاحة (أو غير المتاحة) من الدولة أو السوق أو المجتمع المدني والأسر أو من خلال مزيج من هذه الهيئات، إلى الفرد/الأسرة لتقليل الحرمان المتعدد الأبعاد. ويمكن أن يؤثر هذا الحرمان على الأشخاص الفقراء الأقل نشاطًا (مثل كبار السن، ذوي الاحتياجات الخاصة) والأشخاص الفقراء النشيطين (مثل العاطلين عن العمل).
هذا الإطار الواسع يجعل هذا المفهوم أكثر قبولاً في البلدان النامية من مفهوم الضمان الاجتماعي. لأن الضمان الاجتماعي قابل للتطبيق بشكل أكبر في الظروف، التي تعتمد فيها أعداد كبيرة من المواطنين على الاقتصاد الرسمي في معيشتهم. ومن خلال مساهمات محددة، يمكن إدارة الضمان الاجتماعي.
ولكن، في سياق الاقتصاد غير الرسمي الواسع الانتشار، تكاد تكون ترتيبات الضمان الاجتماعي الرسمي غائبة بالنسبة للغالبية العظمى من السكان العاملين. بجانب ذلك، قد تكون قدرة الدولة على الوصول إلى الغالبية العظمى من الفقراء، في البلدان النامية، محدودة بسبب مواردها المحدودة. وفي مثل هذا السياق، تعد الوكالات المتعددة التي يمكنها توفير الحماية الاجتماعية مهمة فيما يتعلق بالاعتبارات السياسية. وبالتالي فإن إطار الحماية الاجتماعية قادر على تحميل الدولة المسؤولية لتقديم الدعم للقطاعات الأفقر من خلال تنظيم هيئات غير حكومية.
تشير البحوث التعاونية من معهد دراسات التنمية، التي تناقش الحماية الاجتماعية من منظور عالمي، أن المدافعين عن الحماية الاجتماعية يقعون في فئتين رئيسيتين: «العازفون» و«النشطاء». يجادل «العازفون» أن الفقر المدقع وعدم المساواة والضعف، هو خلل وظيفي في تحقيق الأهداف الإنمائية (مثل، الأهداف الإنمائية للألفية). وبوجهة النظر هذه، تتمثل الحماية الاجتماعية في وضع آليات إدارة المخاطر في مكانها الصحيح والتي من شأنها أن تعوض أسواق التأمين الناقصة أو المفقودة (وغيرها)، حتى يأتي الوقت الذي تستطيع فيه شركات التأمين الخاصة لعب دور أكثر أهمية في المجتمع. بينما يجادل «النشطاء» موضحين استمرار الفقر المدقع وعدم المساواة والضعف، كعلامات للظلم الاجتماعي وعدم المساواة الهيكلية ويرون أن الحماية الاجتماعية حق من حقوق المواطنة. وتعد الرعاية المستهدفة خطوة ضرورية بين الإنسانية والمفهوم المثالي ل ـ«الحد الأدنى الاجتماعي المضمون» حيث يتجاوز التأمين الحكومي التحويلات النقدية أو الغذائية ويعتمد على المواطنة وليس العمل الخيري.

## الأنظمة الوطنية والإقليمية
- المؤسسة العامة الضمان الاجتماعي في الاردن (SSC)
- الضمان الاجتماعي في المملكة العربية السعودية
- مؤسسة الضمان الاجتماعي في إيران (SSO)
- الضمان الاجتماعي (أستراليا)
- البرامج الاجتماعية في كندا
- الضمان الاجتماعي في فنلندا
- الضمان الاجتماعي في فرنسا
- الضمان الاجتماعي في ألمانيا
- نظام الضمان الاجتماعي الوطني (Sistem Jaminan Sosial Nasional) (أندونيسيا)
- نظام الضمان الاجتماعي (الفلبين)
- صندوق الادخار المركزي (سنغافورة)
- وكالة الضمان الاجتماعي في جنوب إفريقيا
- الضمان الاجتماعي في السويد
- التأمين الوطني (المملكة المتحدة)
- الضمان الاجتماعي (الولايات المتحدة الأمريكية)
- الرعاية الاجتماعية في نيوزيلندا
- البرامج الاجتماعية في الدول الإفريقية جنوب الصحراء الكبرى
- الوكالة الوطنية للتأمين الصحي